# Corazza Farina

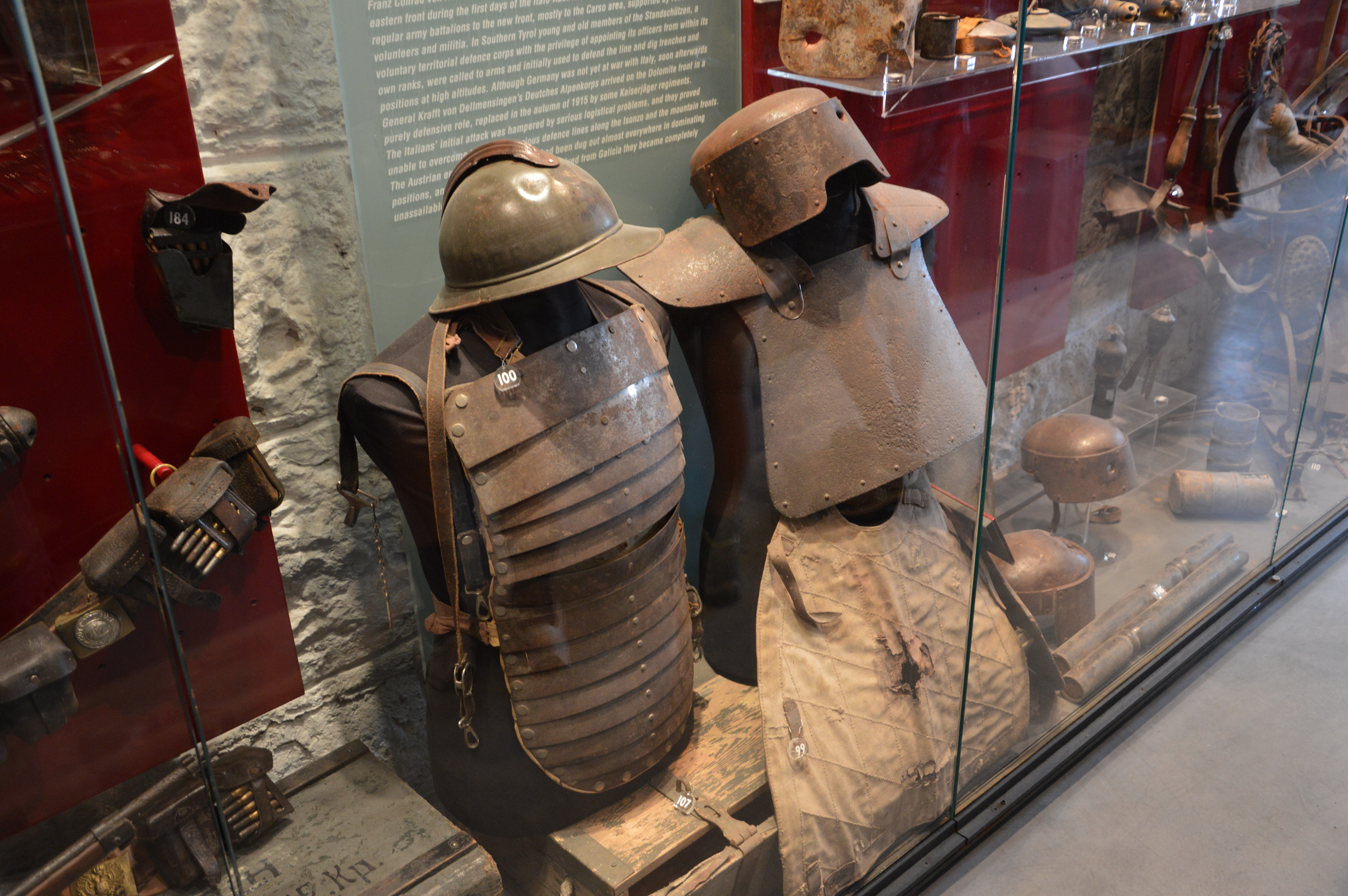
A destra, una corazza Farina.

La corazza Farina era un tipo di protezione individuale in uso al Regio Esercito durante la prima guerra mondiale. Deve il nome al suo ideatore, l'ingegnere milanese Ferruccio Farina.

## Struttura
Le corazze Farina erano un elemento caratteristico delle cosiddette "Compagnie della Morte", gruppi di soldati incaricati di compiere azioni dall'esito quasi sempre fatale come, ad esempio, uscire dalla trincea per tagliare il filo spinato piazzato dal nemico. Pesavano oltre nove chili ed erano formate da un piastrone a forma di trapezio, composto da cinque strati in acciaio al nichel-cromo (nei primi modelli, mentre il piastrone è stato alleggerito più tardi per agevolarne l'uso) e da due paraspalle mobili. La corazza aveva due bretelle, che il soldato incrociava dietro la schiena e annodava sul davanti.
Due bracciali fissati all'interno permettevano di utilizzare la corazza anche a mo' di scudo. 
La corazza aveva un elmo a calotta in acciaio con soggolo, da 1,6 a 2,8 chilogrammi a seconda della taglia, indossato sopra il berretto di stoffa o con una speciale cuffia imbottita.
La ditta costruttrice le certificò come resistenti a colpi di proiettile calibro 6,5 mm del Carcano Mod. 91, esplosi da almeno 125 metri di distanza.
Ecco come le descrive Emilio Lussu: «Le corazze "Farina" erano armature spesse, in due o tre pezzi, che cingevano il collo, gli omeri, e coprivano il corpo quasi fino alle ginocchia. Non dovevano pesare meno di cinquanta chili. Ad ogni corazza corrispondeva un elmo, anch'esso a grande spessore […] l'elmetto copriva la testa, le tempie e la nuca, ma non la faccia».  
La ditta Farina produsse anche altri tipi di corazze, come la "corazza Corsi", mai adottata ufficialmente dal Regio Esercito ma comunque acquistata informalmente da comandi del Regio Esercito e, in bassi numeri, da altre forze alleate.
Benché fossero presentate come il vertice dei metodi di difesa personale, nella pratica le corazze Farina si rivelarono fallimentari: oltre al peso e alle conseguenti difficoltà di movimento, proteggevano solo il torace e la testa, lasciando scoperto il resto del corpo. Inoltre, bastava un proiettile di calibro leggermente superiore a quello certificato, o una distanza inferiore ai 125 metri, perché il colpo penetrasse agevolmente la corazza.
Anche all'estero si usarono corazze: le austro-tedesche somigliavano più alle corazze "Corsi". L'uso tattico tuttavia era diverso, essendo distribuite non ai reparti d'assalto e ai guastatori ma alle vedette e ai cecchini, più esposti a proiettili di rimbalzo e schegge. 
Furono utilizzate fuori dalle trincee solo sul fronte orientale perché le linee del fronte si trovavano a distanze molto superiori rispetto a quelle del Carso e a quelle del fronte occidentale e, quindi, i genieri le usavano di notte, anche per tranciare occasionalmente i reticolati nemici. Si trattò di protezioni ausiliarie, non dispositivi strategici capaci di cambiare il corso degli eventi, che sostanzialmente servirono a offrire bersagli facili e relativamente indifesi.

## Nei media

La scena della sortita nel film Uomini contro, con i soldati equipaggiati con le cosiddette corazze "Fasina" (in realtà erano corazze Brewster Body Shield statunitensi)

Le corazze Farina vennero citate, con il nome leggermente modificato in "corazze Fasina", nel film Uomini contro di Francesco Rosi. Nonostante il riferimento esplicito, però, quelle mostrate nel film non erano propriamente corazze Farina, bensì Brewster Body Shield statunitensi. L'inefficacia di queste corazze è ricordata anche da Emilio Lussu nel suo Un anno sull'Altipiano a cui il film di Rosi si ispira.
La corazza "Farina" è presente in alcune battaglie all'interno del videogame di guerra "Battlefield 1", ambientato durante la prima guerra mondiale. La rappresentazione della corazza, delle sue capacità e delle modalità d'impiego è però completamente fittizia: il personaggio controllato dal giocatore indossa la corazza e, in maniera improbabile, imbraccia una mitragliatrice da campo, ottenendo la capacità di muoversi resistendo al fuoco nemico, anche da distanza ravvicinata.